# Andrew Hampsten
Andrew Hampsten dit Andy Hampsten, né le 7 avril 1962 à Columbus dans l'Ohio, est un coureur cycliste américain. Professionnel de 1985 à 1996, il a notamment remporté le Tour d'Italie en 1988.
Il est intronisé au Temple de la renommée du cyclisme américain en 2001.

## Biographie
En 1985, il passe professionnel dans l'équipe 7 Eleven. Il remporte dès cette année une étape du Tour d'Italie 1985 et finit 20e de l'épreuve. 
En 1986, il intègre l'équipe La Vie claire pour épauler Bernard Hinault et Greg LeMond. Pour sa première saison professionnelle complète, il s'illustre notamment sur le Tour de France où il finit 4e et meilleur jeune tout en contribuant à la victoire finale de son compatriote Greg Lemond. Il s'impose par ailleurs sur le Tour de Suisse, performance qu'il répètera l'année suivante.
En 1988, il est le premier Américain à remporter le Tour d'Italie dans des conditions de courses particulièrement difficiles dans les Alpes. Lors de l'édition suivante du Giro, il finit 3e.
Il décroche une victoire d'étape sur le Tour de France à l'Alpe d'Huez. L'année suivante, il joue le rôle d'équipier de luxe pour Álvaro Mejía.
Il est réputé pour son intransigeance en matière de dopage. Il n'a jamais consommé le moindre produit durant sa carrière, allant même jusqu'à refuser les vitamines ou les compléments légaux lorsque ceux-ci étaient administrés sous forme de piqûre. 

## Palmarès et résultats

### Palmarès amateur
- 1979
  -  Médaillé de bronze au championnat du monde du contre-la-montre par équipes juniors
- 1980
  -  Médaillé d'argent au championnat du monde du contre-la-montre par équipes juniors
- 1984
  - 2e de la Coors Classic

### Palmarès professionnel
| - 1985 - 20e étape du Tour d'Italie - Mémorial Nencini (contre-la-montre) - Gran Caracol de Montana : - Classement général - Une étape - 2e de la Coors Classic - 1986 - Tour de Suisse : - Classement général - Prologue - Classement du meilleur jeune du Tour de France - 2e du Tour de Basse-Californie - 4e du Tour de France - 4e de la Coors Classic - 1987 - Classement général du Tour de Suisse - 9e et 12ea (contre-la-montre) étapes de la Coors Classic - 3e de la Coors Classic - 1988 - 4e étape du Tour des Amériques (contre-la-montre par équipes) - 3e étape de Paris-Nice - Tour d'Italie : - Classement général - Classement de la montagne - Classement du combiné - 12e et 18e (contre-la-montre) étapes - 10ea étape de la Coors Classic (contre-la-montre) - 2e de la Coors Classic - 4e du Tour de Romandie - 1989 - 2e étape du Tour du Pays basque - Subida a Urkiola - Classement général de la Schwanenbrau Cup - 3e du Tour d'Italie - 8e de la Classique de Saint-Sébastien | - 1990 - 7e étape du Tour de Suisse - Subida a Urkiola - 3e du Tour de Suisse - 8e du Critérium du Dauphiné libéré - 1991 - 3e du Tour de Suisse - 5e de Paris-Nice - 7e du Critérium du Dauphiné libéré - 8e du Tour de France - 1992 - Tour de Romandie : - Classement général - 3e étape - 14e étape du Tour de France - 3e de Coire-Arosa - 4e du Tour de France - 5e du Tour d'Italie - 1993 - Tour de Galice : - Classement général - 2e étape - 2e de Paris-Camembert - 3e du Tour de Romandie - 3e de la Subida a Urkiola - 3e du Mémorial Nencini (contre-la-montre) - 7e de Paris-Nice - 8e du Tour de France - 1994 - 3e de la Semaine catalane - 3e du Tour de Romandie - 10e du Tour d'Italie |  |

### Résultats sur les grands tours

#### Tour d'Italie
7 participations
- 1985 : 20e, vainqueur de la 20e étape
- 1988 :  Vainqueur du classement général, vainqueur du  classement de la montagne, du  classement du combiné et des 12e et 18e (contre-la-montre) étapes,  maillot rose pendant 9 jours
- 1989 : 3e
- 1992 : 5e
- 1993 : 14e
- 1994 : 10e
- 1995 : 58e

#### Tour de France
8 participations
- 1986 : 4e,  vainqueur du classement du meilleur jeune
- 1987 : 16e
- 1988 : 15e
- 1989 : 22e
- 1990 : 11e
- 1991 : 8e
- 1992 : 4e, vainqueur de la 14e étape à l'Alpe d'Huez
- 1993 : 8e

## Résultats sur les championnats

### Championnats du monde professionnels

#### Course en ligne
- Duitama 1995 : 20e